# Gilgamesch, Enkidu und die Unterwelt
Die Erzählung Gilgamesch, Enkidu und die Unterwelt erzählt die Geschichte von Gilgamesch und seiner Begegnung mit dem Reich der Toten. Sie ist uns auf der letzten Tafel, Tafel XII, des babylonischen Gilgamesch-Epos in sumerischer Sprache verfasst. Sie ist kein Teil des Gilgamesch-Epos, sondern eine eigene abweichende Erzählung, aus der Teile in das Gilgamesch-Epos einflossen.
Die in sumerischer Sprache verfasste Erzählung aus altbabylonischer Zeit, die uns aus verschiedenen, teilweise leicht abweichenden Segmenten aus Nippur, Ur und Me-Turan bekannt ist, zeigt besonders im letzten Teil die zeitgenössischen und auch teilweise sich regional wandelnden Ansichten zum Jenseits und der Unterwelt. Entsprechend gibt es verschiedene Versionen, die besonders den letzten Teil des Frage- und Antwortspieles zwischen Gilgamesch und Enkidu unterschiedlich wiedergeben.
Ein Teil des Epos erzählt die Geschichte von Inanna und dem Huluppu-Baum (sumerisch: Halub). Ein beliebtes Motiv in der modernen Mythenforschung, welcher in der modernen Literatur oft ausgekoppelt aus der übrigen Erzählung wiedergegeben wird.

## Inhalt des Epos
Im Prolog erzählt das Epos von einer längst vergangenen Zeit. In dieser Zeit teilten die Götter die Welt unter sich auf. An nahm sich den Himmel und Enlil die Erde, der Ereschkigala wurde die Unterwelt geschenkt.
In dieser Zeit fährt Enki auf seinem Boot nach Kur und wird von einem fürchterlichen Unwetter überrascht. Der Sturm wird durch fliegende große und kleine Steine beschrieben, die auf ihn regnen und eine Schildkröte, die unter seinem Bug am Boot zerrt.
Dieses Unwetter entwurzelte einen Hulupubaum, welcher am Ufer des Euphrats gewachsen war und trieb ihn davon. Inanna findet diesen Baum und pflanzt ihn in ihren Garten. Sie pflanzte und goss ihn nicht mit ihren Händen, sondern mit ihren Füßen.
Sie wollte sich daraus ein Bett und einen Stuhl schnitzen, wenn der Baum einmal groß genug gewachsen sei. Als der Baum endlich groß genug war, kam Inanna zu ihrem Baum und sah, dass sich im Wipfel der Anzu-Vogel ein Nest gebaut hatte, im Stamm das Geistermädchen Lilith wohnte und in den Wurzeln die unverzauberbare Schlange ihr Nest gebaut hatte. So konnte sie den Baum nicht fällen. Sie setzte sich und weinte bitterlich.
Als ihr Bruder Utu bei Sonnenaufgang vorbei kam, bat sie den Sonnengott um Hilfe, dieser lehnte jedoch ab. So weinte Inanna weiter. Dann fragte sie den Krieger Gilgamesch um Hilfe. Dieser schnürte sich seinen Bronzepanzer um, der fünfzig Minen wog, doch für ihn war er so leicht wie dreißig Schekel. Er nahm seine Axt, die sieben Talente und sieben Minen wog, und erschlug die Schlange in den Wurzeln des Hulupubaumes. Als der Anzuvogel das sah, floh er mit seiner Brut in die Berge, das Geistermädchen Lilith floh in die Ödlande. So konnte Gilgamesch den Baum fällen und die jungen Männer der Stadt entlasteten ihn und bündelten die Äste. Dann machte man aus dem Holz für Inanna ein Bett und einen Thronstuhl, so wie sie es wünschte. Aus den Wurzeln fertigte er sich sein ‘Ellag’ und aus den Ästen machte er sich sein ‘Ekidma’.
Gilgamesch kehrte heim und spielte jeden Tag mit seinen ‘Ellag’ (ein Ball?) und ‘Ekidma’ auf einem breiten Platz. Er spielte so lange, dass die Männer klagten, dass ihnen vom Mitspielen die Hüften und der Nacken schmerzte und die Frauen weinten. Eines Abends baten die Frauen die Götter um Hilfe. Und als Gilgamesch am nächsten Morgen spielen wollte, waren sein ‘Ellag’ und ‘Ekidma’ in die Unterwelt Kur (Kurnugia) gefallen. Er versuchte mit der Hand und dem Fuß heranzukommen, schaffte es aber nicht, die Spielsachen waren zu tief gefallen. So setzte er sich an die Tore der Unterwelt und begann zu weinen. Da eilte sein Diener Enkidu zur Hilfe und bot sich an, ihm die Gegenstände aus der Unterwelt zu holen. Gilgamesch war erfreut, ermahnte ihn aber, dass er bestimmte Regeln der Unterwelt nicht verletzen dürfte, da er sonst für immer dort gefangen bleiben würde. Er trug ihm auf, keine neuen Kleider anzuziehen, kein Duftöl zu verwenden, keinen Beschwörerstab mit sich zu nehmen, keine Sandalen anzuziehen, keinen zu küssen, die er liebte, keine zu schlagen, die er hasst und nicht Ereschkigal anzustarren, selbst wenn diese nackt vor ihm stehen würde. Doch Enkidu ignorierte die Warnungen des Gilgamesch und machte alles verkehrt. So behielt die Unterwelt ihn bei sich.
Nun weinte Gilgamesch um seinen Diener Enkidu und flehte zu den Göttern, doch keiner der Götter erbarmte sich ihm, bis er zu Enki kam. Dieser verfügte, dass Utu ein Loch in die Unterwelt mache und Enkidu heraufholen solle.
Als Gilgamesch Enkidu wieder sah, umarmte und küsste er ihn und überhäufte ihn mit Fragen zur Unterwelt.
Er fragte, wie es den verschiedenen gestorbenen Menschen ergangen war und Enkidu antwortete ihm.
Hier folgt im Epos eine längere Auflistung im Stile eines „Frage und Antwortspieles“ die die verschiedenen Schicksale der Verstorbenen aufzählt. Diese endet abrupt mit der Frage nach dem Schicksal dessen, welcher verbrannt wurde. Diesen hat Enkidu nicht gesehen, sein Rauch ist in den Himmel gestiegen.
Textfragmente aus Ur aus Meturan führen hier noch an, dass Gilgamesch so entsetzt war, dass er von nun an begann das (ewige) Leben zu suchen.